# Ольга Виметалкова
Ольга Виметалкова (чеськ. Olga Vymetálková; нар. 24 січня 1976) — колишня чеська тенісистка.
Найвищу одиночну позицію світового рейтингу — 143 місце досягла 20 березня 2006, парну — 82 місце — 13 вересня 2004 року.
Здобула 6 одиночних та 40 парних титулів.
Завершила кар'єру 2012 року.

## Фінали турнірів WTA

### Парний розряд: 2 (поразки)
| Легенда                       |
| ----------------------------- |
| Турніри Великого шолома (0–0) |
| Tier I (0–0)                  |
| Tier II (0–0)                 |
| Tier III, IV & V (0–2)        |

| Фінали за покриттям |
| ------------------- |
| Тверде (0–0)        |
| Ґрунт (0–2)         |
| Трава (0–0)         |
| Килим (0–0)         |

| Результат | Дата     | Турнір                           | Покриття | Партнерка          | Суперниці                           | Рахунок          |
| --------- | -------- | -------------------------------- | -------- | ------------------ | ----------------------------------- | ---------------- |
| Поразка   | Бер 2004 | Abierto Mexicano TELCEL, Мексика | Ґрунт    | Габріела Хмелінова | Ліза Макші Мілагрос Секера          | 6–2, 6–7(5), 4–6 |
| Поразка   | Бер 2004 | Estoril Open, Португалія         | Ґрунт    | Габріела Хмелінова | Еммануель Гальярді Жанетта Гусарова | 3–6, 2–6         |

## Фінали ITF
| Легенда          |
| ---------------- |
| турніри $100,000 |
| турніри $75,000  |
| турніри $50,000  |
| турніри $25,000  |
| турніри $10,000  |

### Одиночний розряд: 16 (6–10)
| Результат | Ранг | Дата              | Турнір                  | Покриття | Суперниця                   | Рахунок          |
| --------- | ---- | ----------------- | ----------------------- | -------- | --------------------------- | ---------------- |
| Поразка   | 1.   | 16 вересня 1996   | ITF Клуж, Румунія       | Ґрунт    | Антонела Война              | 3–6, 4–6         |
| Поразка   | 2.   | 27 квітня 1998    | ITF Софія, Болгарія     | Ґрунт    | Марія Гезненге              | 6–4, 2–6, 1–6    |
| Поразка   | 3.   | 31 серпня 1988    | ITF Гехінген, Німеччина | Ґрунт    | Анжеліка Реш                | 4–6, 7–5, 5–7    |
| Перемога  | 4.   | 6 вересня 1999    | ITF Задар, Хорватія     | Ґрунт    | Мервана Югич-Салкич         | 6–3, 6–4         |
| Перемога  | 5.   | 27 вересня 1999   | ITF Ф'юмічіно, Італія   | Ґрунт    | Каталін Мішкольці           | 6–2, 6–4         |
| Поразка   | 6.   | 16 січня 2000     | ITF Бока-Ратон, США     | Тверде   | Ліндсей Лі-Вотерс           | 2–6, 6–3, 3–6    |
| Перемога  | 7.   | 10 вересня 2001   | ITF Софія, Болгарія     | Ґрунт    | Марія Головизніна           | 7–6(3), 6–4      |
| Поразка   | 8.   | 15 липня 2002     | ITF Вальядолід, Іспанія | Тверде   | Франческа Любіані           | 2–6, 4–6         |
| Перемога  | 9.   | 11 листопада 2002 | ITF Пуебла, Мексика     | Тверде   | Габріела Хмелінова          | 6–1, 4–6, 7–6(3) |
| Перемога  | 10.  | 17 листопада 2002 | ITF Мехіко, Мексика     | Тверде   | Суніта Рао                  | 7–6(2), 6–3      |
| Поразка   | 11.  | 19 квітня 2005    | ITF Барі, Італія        | Ґрунт    | Дарія Юрак                  | 3–6, 2–6         |
| Поразка   | 12.  | 22 травня 2005    | ITF Казерта, Італія     | Ґрунт    | Івана Лісяк                 | 3–6, 5–7         |
| Поразка   | 13.  | 5 вересня 2005    | ITF Мадрид, Іспанія     | Тверде   | Матільде Муньйос Гонсальвес | 3–6, 2–6         |
| Перемога  | 14.  | 9 жовтня 2005     | ITF Хуарес, Мексика     | Ґрунт    | Фредеріка Пієдаде           | 7–6(2), 6–2      |
| Поразка   | 15.  | 16 жовтня 2005    | ITF Вікторія, Мексика   | Тверде   | Александра Возняк           | 6–2, 0–6, 4–6    |
| Поразка   | 16.  | 9 січня 2007      | ITF Тампа, США          | Тверде   | Аліна Жидкова               | 2–6, 2–6         |

### Парний розряд: 73 (40–33)
| Результат | Ранг | Дата              | Турнір                                  | Покриття   | Партнерка                 | Суперниці                                  | Рахунок                 |
| --------- | ---- | ----------------- | --------------------------------------- | ---------- | ------------------------- | ------------------------------------------ | ----------------------- |
| Поразка   | 1.   | 13 вересня 1993   | ITF Клуж, Румунія                       | Ґрунт      | Петра Філіпова            | Ісабела Мартін Мікаела Вульп-Дріслер       | 5–7, 7–5, 1–6           |
| Перемога  | 2.   | 12 вересня 1994   | ITF Клуж, Румунія                       | Ґрунт      | Петра Філіпова            | Каті Кочиш Река Відатс                     | 4–6, 6–2, 6–4           |
| Поразка   | 3.   | 21 серпня 1995    | ITF Валашке Мезиржичі, Чехія            | Ґрунт      | Яна Мацурова              | Алена Гаврлікова Яна Лубасова              | 6–7(2), 3–6             |
| Поразка   | 4.   | 18 вересня 1995   | ITF Клуж, Румунія                       | Ґрунт      | Алена Гаврлікова          | Габріела Хмелінова Сабіне Радевіцова       | 3–6, 6–3, 2–6           |
| Перемога  | 5.   | 9 жовтня 1995     | ITF Бургдорф, Швейцарія                 | Килим (i)  | Яна Мацурова              | Деббі Гак Мартіне Воссенберґ               | 6–1, 6–3                |
| Перемога  | 6.   | 16 жовтня 1995    | ITF Лангенталь, Швейцарія               | Килим (i)  | Яна Мацурова              | Деббі Гак Крістін Осмонд                   | 5–7, 6–4, 6–3           |
| Поразка   | 7.   | 13 листопада 1995 | Нойштадт-ан-дер-Донау, Німеччина        | Килим (i)  | Яна Мацурова              | Ева Меліхарова Гелена Вілдова              | 5–7, 3–6                |
| Перемога  | 8.   | 4 грудня 1995     | Пршеров, Чехія                          | Килим (i)  | Мартіна Неделькова        | Силва Несвадбова Мілена Неквапілова        | 5–7, 6–3, 6–4           |
| Поразка   | 9.   | 11 грудня 1995    | Вітковиці (Острава), Чехія              | Килим (i)  | Мілена Неквапілова        | Моніка Кратохвілова Мартіна Неделькова     | 4–6, 6–3, 3–6           |
| Перемога  | 10.  | 22 квітня 1996    | Барі, Італія                            | Ґрунт      | Яна Мацурова              | Германа ді Натале Андрея Ехрітт-Ванк       | 6–4, 4–6, 7–5           |
| Поразка   | 11.  | 29 липня 1996     | Горб-ам-Неккар, Німеччина               | Ґрунт      | Моніка Кратохвілова       | Яна Ондроухова Гана Шромова                | 2–6, 3–6                |
| Перемога  | 12.  | 13 січня 1997     | Гельсінкі, Фінляндія                    | Тверде (i) | Габріела Хмелінова        | Майке Каутстал Анна Лінкова                | 6–2, 6–1                |
| Поразка   | 13.  | 3 березня 1997    | Бухен, Німеччина                        | Ґрунт      | Яна Мацурова              | ніна Дуебберс Ліза Фріц                    | 7–5, 3–6, 4–6           |
| Поразка   | 14.  | 21 квітня 1997    | Простейов, Чехія                        | Ґрунт      | Гана Шромова              | Силва Несвадбова Мілена Неквапілова        | 2–6, 6–7(6)             |
| Перемога  | 15.  | 5 травня 1997     | Нітра, Словаччина                       | Ґрунт      | Яна Мацурова              | Андреа Шебова Габріела Волекова            | 6–0, 0–6, 7–6(4)        |
| Поразка   | 16.  | 12 травня 1997    | Пряшів, Словаччина                      | Ґрунт      | Яна Мацурова              | Мілена Неквапілова Гана Шромова            | 6–2, 4–6, 2–6           |
| Поразка   | 17.  | 26 травня 1997    | Варшава, Польща                         | Ґрунт      | Яна Ондроухова            | Мілена Неквапілова Гана Шромова            | w/o                     |
| Перемога  | 18.  | 1 вересня 1997    | Клуж, Румунія                           | Ґрунт      | Бланка Кумбарова          | Магда Міхалаке Аліче Пірсу                 | 7–6(3), 4–6, 6–4        |
| Поразка   | 19.  | 8 вересня 1997    | Клуж, Румунія                           | Ґрунт      | Магда Міхалаке            | Павліна Бартункова Гелена Фремутова        | 4–6, 4–6                |
| Поразка   | 20.  | 2 листопада 1997  | Стокгольм, Швеція                       | Тверде (i) | Яна Мацурова              | Анніка Ліндстедт Анна-Карін Свенссон       | 6–3, 5–7, 3–6           |
| Поразка   | 21.  | 12 січня 1998     | Рейк'явік, Ісландія                     | Килим (i)  | Габріела Хмелінова        | Кім Кілсдонк Йоланда Менс                  | 4–6, 7–5, 5–7           |
| Поразка   | 22.  | 2 лютого 1998     | Стамбул, Туреччина                      | Тверде (i) | Гана Шромова              | Адрієнн Хегюдюш Габріела Хмелінова         | 4–6, 6–4, 2–6           |
| Перемога  | 23.  | 3 травня 1998     | Софія, Болгарія                         | Ґрунт      | Міхаела Паштікова         | Теодора Недева Десислава Топалова          | 7–5, 7–6(5)             |
| Перемога  | 24.  | 25 травня 1998    | Варшава, Польща                         | Ґрунт      | Яна Ондроухова            | Аліче Канепа Алессія Ломбарді              | 7–6(4), 6–4             |
| Перемога  | 25.  | 27 липня 1998     | Торунь, Польща                          | Ґрунт      | Яна Мацурова              | Габріела Хмелінова Петра Плачкова          | 7–6(2), 6–0             |
| Перемога  | 26.  | 24 серпня 1998    | Пльзень, Чехія                          | Ґрунт      | Яна Мацурова              | Габріела Хмелінова Вероніка Раймрова       | 1–6, 6–2, 6–1           |
| Поразка   | 27.  | 21 вересня 1998   | Шибеник (місто), Хорватія               | Тверде (i) | Бланка Кумбарова          | Маріяна Ковачевич Катарина Среботнік       | 3–6, 1–6                |
| Перемога  | 28.  | 28 серпня 1998    | Супетар, Хорватія                       | Ґрунт      | Петра Рацлавська          | Бланка Кумбарова Рената Кучерова           | 6–1, 6–2                |
| Поразка   | 29.  | 30 листопада 1998 | Пршеров, Чехія                          | Килим (i)  | Ева Мартінцова            | Рената Кучерова Лібуше Прушова             | 7–6(3), 1–6, 2–6        |
| Поразка   | 30.  | 11 січня 1999     | Маямі, США                              | Тверде     | Габріела Хмелінова        | Катарина Среботнік Зузана Валекова         | 6–4, 4–6, 5–7           |
| Перемога  | 31.  | 22 лютого 1999    | Фару, Португалія                        | Тверде     | Габріела Хмелінова        | Маріна Ескобар Деббі Гак                   | 6–2, 3–6, 6–4           |
| Перемога  | 32.  | 1 березня 1999    | Албуфейра, Португалія                   | Тверде     | Габріела Хмелінова        | Ніно Луарсабішвілі Крістіна Тріска         | 6–3, 6–2                |
| Перемога  | 33.  | 5 квітня 1999     | Макарська, Хорватія                     | Ґрунт      | Габріела Хмелінова        | Грета Арн Петра Мандула                    | 0–6, 6–3, 7–6(3)        |
| Перемога  | 34.  | 19 липня 1999     | Брюссельський столичний регіон, Бельгія | Ґрунт      | Габріела Хмелінова        | Андреа Шебова Сілвія Урічкова              | 6–3, 6–0                |
| Перемога  | 35.  | 16 серпня 1999    | Марибор, Словенія                       | Ґрунт      | Гана Шромова              | Андреа Шебова Сілвія Урічкова              | 6–4, 6–3                |
| Перемога  | 36.  | 30 серпня 1999    | Задар, Хорватія                         | Ґрунт      | Яна Мацурова              | Наташа Ґалауза Мара Сантанджело            | 6–1, 6–3                |
| Перемога  | 37.  | 27 вересня 1999   | Ф'юмічіно, Італія                       | Ґрунт      | Габріела Хмелінова        | Штефані Гайднер Каталін Мішкольці          | 6–3, 6–3                |
| Перемога  | 38.  | 11 жовтня 1999    | Пльзень, Чехія                          | Ґрунт      | Габріела Хмелінова        | Алена Пауленкова Магдалена Зденовкова      | 6–1, 6–2                |
| Перемога  | 39.  | 15 листопада 1999 | Шлірен, Швейцарія                       | Килим (i)  | Габріела Хмелінова        | Гана Шромова Гелена Вілдова                | 6–2, 4–6, 7–5           |
| Поразка   | 40.  | 10 січня 2000     | Бока-Ратон, США                         | Тверде     | Габріела Хмелінова        | Іноуе Майко Лі Тін                         | 6–4, 2–6, 3–6           |
| Поразка   | 41.  | 7 лютого 2000     | Любляна, Словенія                       | Килим (i)  | Гана Шромова              | Адрієнн Хегюдюш Надія Островська           | 5–7, 3–6                |
| Перемога  | 42.  | 13 березня 2000   | Лісабон, Португалія                     | Ґрунт      | Габріела Хмелінова        | Катерина Кожокіна Марина Самойленко        | 6–1, 6–0                |
| Поразка   | 43.  | 13 листопада 2000 | Ступава, Словаччина                     | Тверде (i) | Габріела Хмелінова        | Зузі Бенш Штефані Вайс                     | 1–4, 4–5(2), 3–5        |
| Перемога  | 44.  | 11 грудня 2000    | Майорка, Іспанія                        | Ґрунт      | Габріела Хмелінова        | Івета Бенешова Ленка Новотна               | 5–3, 2–4, 0–4, 4–1, 4–2 |
| Перемога  | 45.  | 12 лютого 2001    | Фару, Португалія                        | Тверде     | Габріела Хмелінова        | Даніела Клеменшиц Сандра Клеменшиц         | 6–0, 6–2                |
| Поразка   | 46.  | 28 травня 2001    | Докси (Чеська Липа), Чехія              | Ґрунт      | Габріела Хмелінова        | Мілена Неквапілова Гана Шромова            | 6–2, 4–6, 1–6           |
| Перемога  | 47.  | 21 серпня 2001    | Марибор, Словенія                       | Ґрунт      | Габріела Хмелінова        | Катарина Мишич Маріам Рамон Клімент        | 6–2, 6–2                |
| Перемога  | 48.  | 10 вересня 2001   | Софія, Болгарія                         | Ґрунт      | Магдалена Зденовкова      | Олена Антипіна Юліана Федак                | 6–3, 6–3                |
| Перемога  | 49.  | 1 жовтня 2001     | Пльзень, Чехія                          | Ґрунт      | Габріела Хмелінова        | Даніела Клеменшиц Сандра Клеменшиц         | 6–2, 6–3                |
| Перемога  | 50.  | 3 грудня 2001     | Прага, Чехія                            | Килим (i)  | Габріела Хмелінова        | Рената Кучерова Зузана Гейдова             | 6–2, 6–3                |
| Поразка   | 51.  | 18 березня 2002   | Сьюдад-Хуарес, Мексика                  | Ґрунт      | Магдалена Зденовкова      | Марія Кондратьєва Анастасія Родіонова      | 3–6, 0–6                |
| Поразка   | 52.  | 13 травня 2002    | Щецин, Польща                           | Ґрунт      | Габріела Хмелінова        | Мілагрос Секера Ванесса Вебб               | 7–6(5), 5–7, 3–6        |
| Перемога  | 53.  | 10 червня 2002    | Вадуц, Ліхтенштейн                      | Ґрунт      | Габріела Хмелінова        | Євгенія Савранська Штефані Вайс            | 7–5, 6–1                |
| Перемога  | 54.  | 2 вересня 2002    | Денен, Франція                          | Ґрунт      | Габріела Хмелінова        | Юлія Бейгельзимер Клодін Шоль              | 6–3, 6–0                |
| Поразка   | 55.  | 21 жовтня 2002    | Ополе, Польща                           | Килим (i)  | Габріела Хмелінова        | Ева Мартінцова Магдалена Зденовкова        | 5–7, 6–7(5)             |
| Перемога  | 56.  | 11 листопада 2002 | Пуебла, Мексика                         | Тверде     | Габріела Хмелінова        | Хорхеліна Краверо Мелісса Торрес Сандоваль | 6–1, 4–6, 7–6(4)        |
| Перемога  | 57.  | 18 листопада 2002 | Мехіко, Мексика                         | Тверде     | Габріела Хмелінова        | Тіна Герголд Ванесса Вебб                  | 3–6, 6–3, 6–4           |
| Поразка   | 58.  | 27 січня 2003     | Ортізеї, Італія                         | Килим (i)  | Габріела Хмелінова        | Ванесса Генке Клодін Шоль                  | 1–6, 2–6                |
| Поразка   | 59.  | 14 вересня 2003   | Бордо, Франція                          | Ґрунт      | Івета Бенешова            | Марет Ані Лібуше Прушова                   | 3–6, 4–6                |
| Перемога  | 60.  | 20 жовтня 2003    | Ополе, Польща                           | Килим (i)  | Габріела Хмелінова        | Зузана Гейдова Гана Шромова                | 6–4, 6–3                |
| Поразка   | 61.  | 25 листопада 2003 | Прага, Чехія                            | Килим (i)  | Габріела Хмелінова        | Мервана Югич-Салкич Дарія Юрак             | 5–7, 7–6(6), 3–6        |
| Перемога  | 62.  | 26 січня 2004     | Бельфор, Франція                        | Тверде (i) | Габріела Хмелінова        | Кім Кілсдонк Софі Лефевр                   | 6–3, 6–2                |
| Перемога  | 63.  | 2 лютого 2004     | Ортізеї, Італія                         | Килим (i)  | Габріела Хмелінова        | Любомира Бачева Анжеліка Реш               | 6–1, 6–3                |
| Поразка   | 64.  | 17 лютого 2004    | Редбрідж, Велика Британія               | Тверде (i) | Габріела Хмелінова        | Клер Каррен Кім Кілсдонк                   | 3–6, 6–3, 6–7(10)       |
| Перемога  | 65.  | 11 жовтня 2004    | Мехіко, Мексика                         | Тверде     | Кільдін Шевальє           | Ларісса Карвальйо Женіфер Віджажа          | 6–3, 6–2                |
| Перемога  | 66.  | 22 травня 2005    | ITF Казерта, Італія                     | Ґрунт      | Соледад Есперон           | Івана Лісяк Надя Павич                     | 7–5, 7–5                |
| Поразка   | 67.  | 4 жовтня 2005     | ITF Хуарес, Мексика                     | Ґрунт      | Соледад Есперон           | Марія Хосе Архері Летісія Собрал           | 6–7(1), 3–6             |
| Поразка   | 68.  | 15 листопада 2005 | ITF Пругониці, Чехія                    | Тверде (i) | Ева Грдінова              | Луціє Градецька Лібуше Прушова             | 3–6, 6–3, 3–6           |
| Поразка   | 69.  | 4 грудня 2005     | ITF Палм-Біч-Гарденс, США               | Ґрунт      | Катержина Богмова (1986)  | Чжань Цзіньвей Сє Шувей                    | 6–7(2–7), 5–7           |
| Перемога  | 70.  | 22 лютого 2006    | ITF Біберах, Німеччина                  | Тверде (i) | Луціє Градецька           | Дарія Юрак Рената Ворачова                 | 6–2, 4–6, 6–7(4)        |
| Поразка   | 71.  | 12 червня 2006    | ITF Загреб, Хорватія                    | Ґрунт      | Луціє Градецька           | Міхаела Паштікова Гана Шромова             | w/o                     |
| Поразка   | 72.  | 14 січня 2007     | ITF Тампа, США                          | Тверде     | Андреа Сестіні Главачкова | Анжеліка Бахманн Тетяна Лужанська          | 5–7, 2–6                |
| Перемога  | 73.  | 4 лютого 2007     | ITF Ортізеї, Італія                     | Килим (i)  | Марія Коритцева           | Дар'я Кустова Тетяна Пучек                 | 6–3, 4–6, 6–3           |